# تتراکونچ
تتراکونچ (tetraconch) که در زبان یونانی به معنای «چهار صدف حلزونی» می‌باشد، به ساختمانهایی گفته می‌شود که معمولاً کلیسا یا ساختمان مذهبی دیگر، با چهار محراب است که هر یک در یک جهت و معمولاً به اندازه یکسان می‌باشد؛ بنابراین پلان اصلی ساختمان به شکل یک صلیب یونانی است. این نوع ساختمان‌ها بیشتر در مدارس بیزانسی و مرتبط با آن مانند معماری ارمنی و گرجی رایج هستند. گفته می‌شود که این سبک ساختمان‌سازی در این مناطق یا سوریه توسعه یافته‌اند و این موضوع محل اختلاف بین دو ملت در قفقاز است. علاوه بر کلیساها، این سبک بیشتر برای مقبره یا تعمیدگاه مناسب است. به‌طور معمول، یک گنبد مرکزی بالاتر بر روی ساختمان مرکزی آن وجود دارد.

## بررسی اجمالی

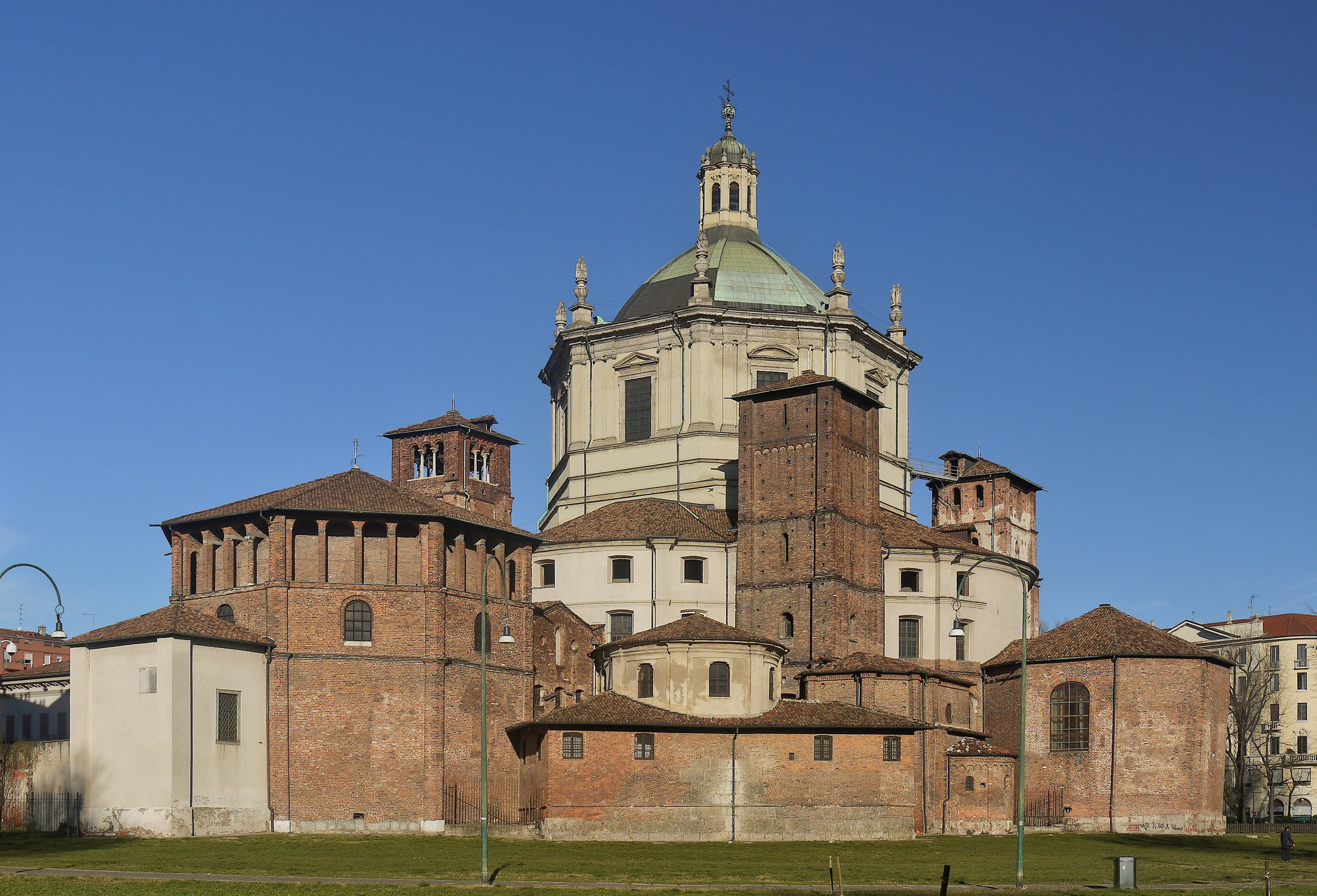
کلیسای سن لورنزو، میلان

کلیسای سن لورنزو، میلان (۳۷۰ میلادی) احتمالاً اولین نمونه بزرگتر از از ساختمانهای تتراکونچ با چهار یال است. در معماری بیزانسی میانی، پلان آن به صورت مربع متقاطع ایجاد می‌شد که اساساً چهار گوشه ساختمان را پر می‌کرد تا نمای بیرونی آن یک مربع شکل را تشکیل دهد. هر یک از این انواع را می‌توان با دقت کمتری به عنوان «گنبدی متقاطع» توصیف کرد. در این گونه‌ها، نیم گنبد کناری معمولاً مستقیماً از فضای گنبدی مرکزی شروع می‌شود.

کلیسای ویران شده نینوتسمیندا در حدود ۵۷۵ میلادی در گرجستان شاید قدیمی‌ترین نمونه در آن کشور باشد. نمونه‌های ارمنی و گرجی دیرتر از برخی دیگر هستند اما شکل متمایز و پیچیده‌ای از طرح هستند. آنها شبیه به پلان متقاطع در مربع هستند، اما در گرجستان فضاهای جانبی، تنها از طریق دهانه‌های باریک به فضای مرکزی قابل دسترسی هستند (مانند صومعه جواری). در ارمنستان نیز این طرح در قرن ششم توسعه یافت، جایی که پلان کلیسای سنت هریپسیمه، اچمیادزین (۶۱۸ م) تقریباً مشابه کناری است. بعدها طرح متفاوتی با فضای اصلی چهارطاقی که به‌طور کامل توسط یک راهرو احاطه شده بود، یا در اصطلاحی که برای کلیساهای غربی مورد استفاده قرار می‌گرفت، ساخته شد، مانند کلیسای جامع ویران شده زوارتنوتس در اواسط قرن هفتم. کلیسای جامع ویران شده بوسرا در اوایل قرن ششم، قدیمی‌ترین کلیسای چهارپایه سوری است، اگرچه در سوریه این کلیسا به اندازه قفقاز محبوبیت نداشت.

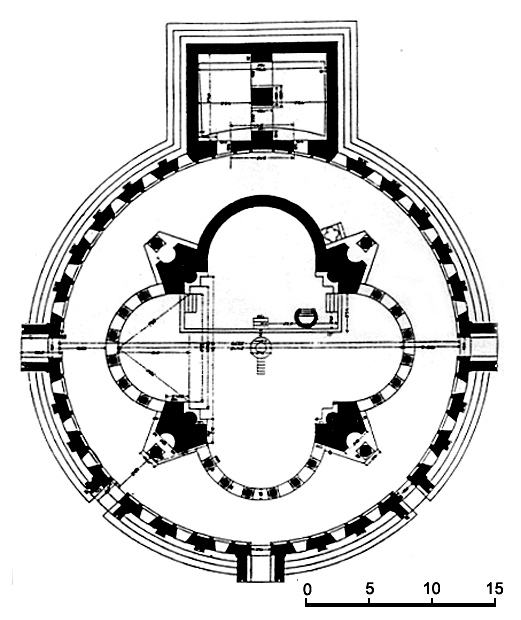
پلان کلیسای جامع زوارتنوتس ارمنستان
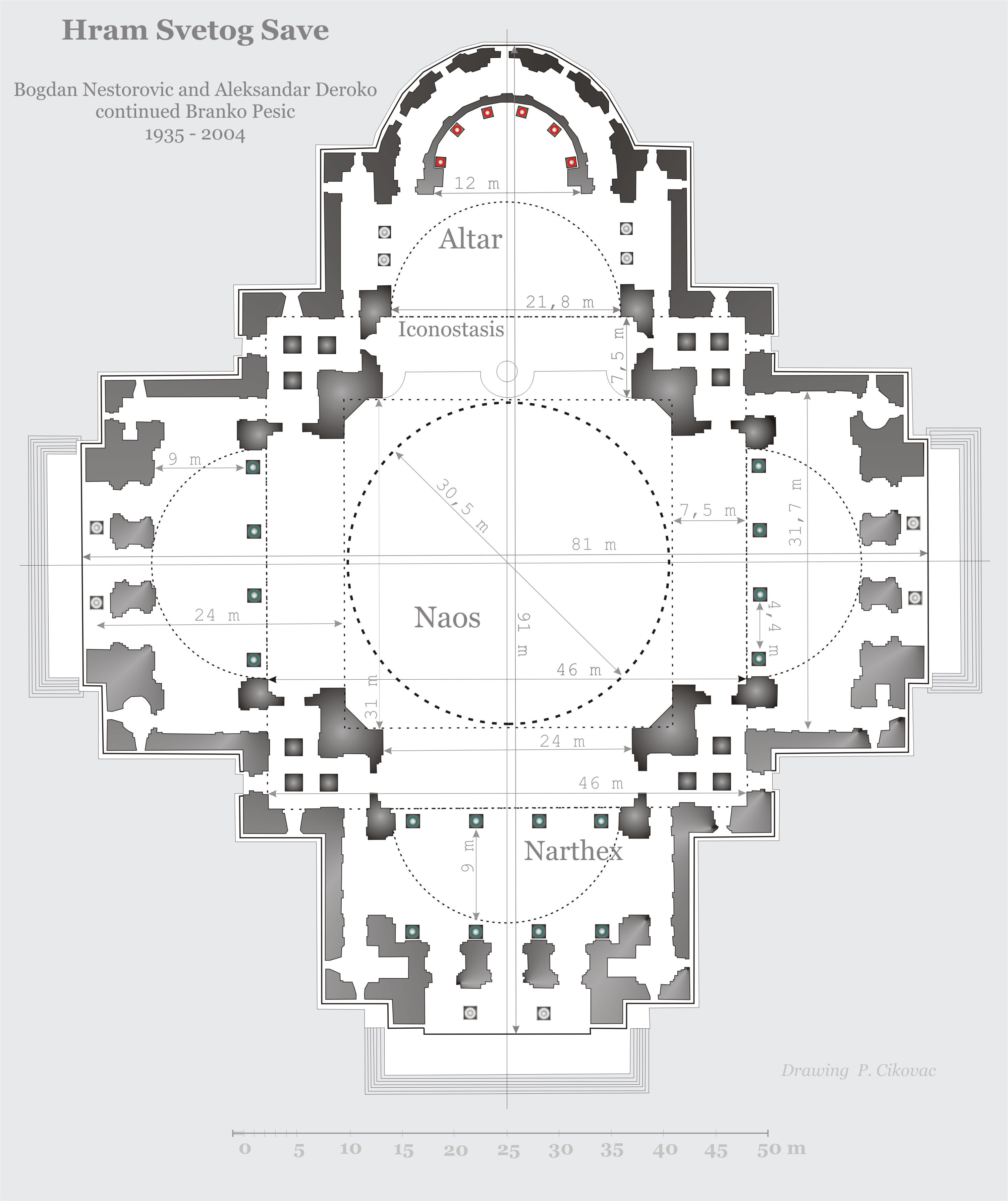
پلان طبقه سنت ساوا ، بلگراد
طرح برامانته برای سنت پیتر ۱۵۰۳-۰۶

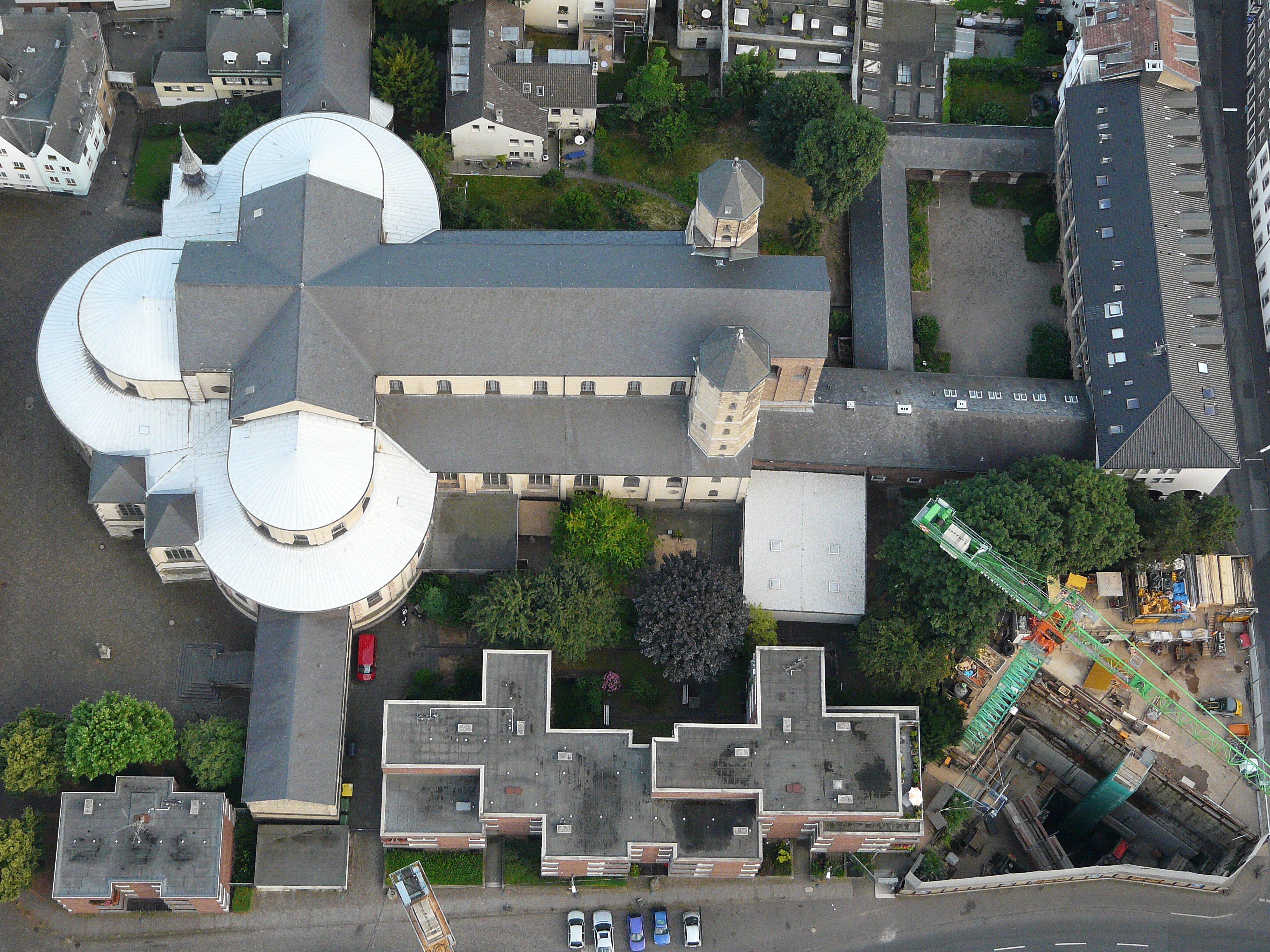
نمایی هوایی از سه قاره Sankt Maria im Kapitol، کلن

## یادداشت
1. ↑  Hill, 244
2. ↑  Atroshenko and Collins, 23
3. ↑  Atroshenko and Collins, 60, covers the early Armenian examples.
4. ↑  Kleinbauer, 245
5. ↑  Atroshenko and Collins, 60